# Movie Days
Movie Days (Bíódagar) è un film del 1994 diretto da Friðrik Þór Friðriksson.